# Anthracites zebra
Anthracites zebra är en insektsart som beskrevs av Morgan Hebard 1922. Anthracites zebra ingår i släktet Anthracites och familjen vårtbitare. Inga underarter finns listade i Catalogue of Life.